# Quarteirão Paulista
Quarteirão Paulista é um conjunto arquitetônico tombado no município de Ribeirão Preto, no estado de São Paulo.
Está localizado no centro da cidade, na Rua Álvares Cabral, entre as ruas Duque de Caxias e General Osório, de frente para a Praça XV de Novembro.
O Quarteirão Paulista é a justaposição de notórios marcos arquitetônicos e culturais de Ribeirão Preto, especificamente o Edifício Meira Júnior, que abriga a Choperia Pinguim; o Theatro Pedro II; o Palace Hotel e a Praça XV de Novembro.
Apesar de ser assim formado, pode-se argumentar que a história do Quarteirão Paulista e sua significância cultural estão ligadas a elementos arquitetônicos que não integram diretamente o conjunto, como o antigo Teatro Carlos Gomes e o Edifício Diederichsen.
É considerado popularmente como o principal marco cultural de Ribeirão Preto, onde por vezes é realizada a Feira Nacional do Livro de Ribeirão Preto, além de outros eventos.

## História

### Contexto político-cultural

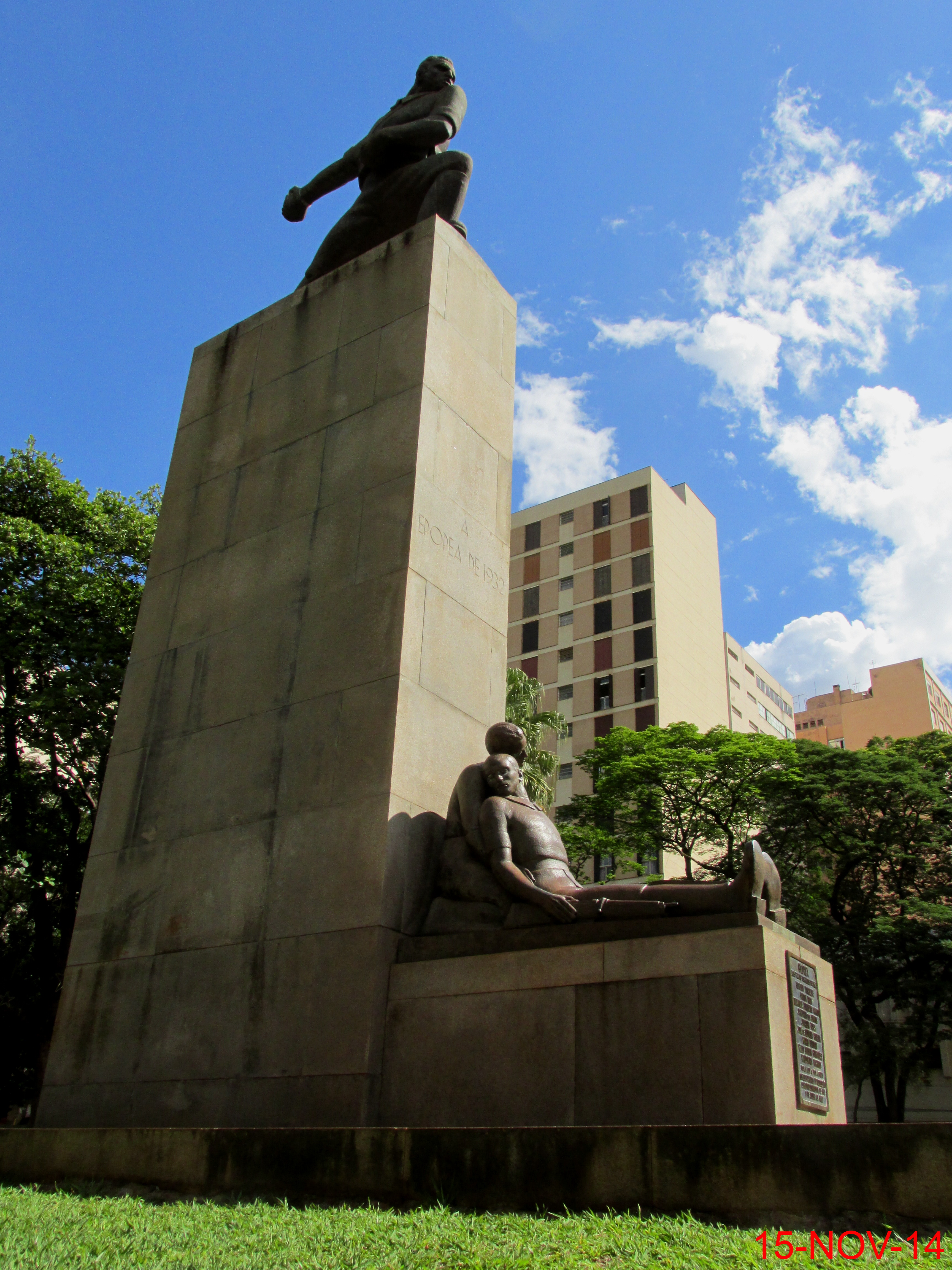
Monumento construído em bronze e granito em homenagem aos heróis da Revolução Constitucionalista de 1932, inscrição em baixo relevo, “À EPOPÉIA DE 1932”.

O cenário político nacional das décadas que precederam a última intervenção urbanística na Praça XV de Novembro e em seus arredores foi expressivo para formação da identidade do Quarteirão Paulista. Identifica-se a influência dos coronéis da Alta Mogiana, a cultura ao redor do ciclo econômico do café, as eleições de Washington Luís em 1926 e de Altino Arantes, que foi governador do estado na década de 1910.
Um destaque da identidade paulista que compõe o Quarteirão é o Monumento à Epopeia de 1932, que, apesar de ter data de criação incerta, aparece em fotos da Praça XV de Novembro e do Quarteirão Paulista desde 1956.

### Praça XV de Novembro
A história do conjunto arquitetônico é traçada a partir da fundação da Praça XV de Novembro, na zona central de Ribeirão Preto. Em uma planta da cidade, com a data de 1874, nota-se um pequeno aglomerado urbano exatamente na área de onde viria a ser a Praça XV, um pequeno povoado com casas espaçadas. Em 1884 ocorreu a expansão da área urbana e a iniciativa de dar diretrizes sólidas para o crescimento da cidade.
As primeiras providências para o ajardinamento, com o plantio de figueiras, da Praça XV de Novembro inciaram-se em 1886, sendo que a inauguração oficial ocorreu em 1890. A praça passou por remodelações e, em 1919, atingiu as dimensões atuais, sendo que sua última reforma principal seria realizada após a solidificação da identidade do Quarteirão Paulista, em 1930.

### Teatro Carlos Gomes
Precedente e diretamente oposto a onde hoje está a fachada do Quarteirão Paulista, sobretudo a do Theatro Pedro II, o Teatro Carlos Gomes proveio dos lucros do café e foi aberto em 1897, tendo sido o primeiro teatro de Ribeirão Preto, o que reforçou a identidade histórico-cultural já associada aos arredores da Praça.
Construído por vários cafeicultores como Francisco Schmidt – conhecido como “Rei do Café”; Joaquim da Silva Gusmão; Francisco Augusto Sacramento; Virgílio da Fonseca Nogueira e Luiz Pereira Barreto, o projeto do teatro é de autoria desconhecida, mas sabe-se que o construtor foi Désio E. Fagnani.
Para a construção do teatro, em 26 de Dezembro de 1895, Francisco Schmidt requereu junto à Câmara Municipal o terreno fronteiro à Igreja Matriz, pretendendo viabilizar a construção por meio da parceria entre investimentos públicos e privados. De acabamentos importados da Europa, como escadarias de mármore de Carrara, canaletas de bronze alemão e lustre de cristais de Murano, a construção do teatro ainda empregou madeira de lei, pinho de Rigas, vitrais italianos, telhas francesas, materiais do proscênio e da ribalta importados. O Teatro foi inaugurado em 7 de Dezembro de 1897, com a ópera "Il Guarany". Tratava-se de um monumento à prosperidade trazida à região pelo cultivo do café.
Argumenta-se que a primeira ação de arborização e melhorias na Praça XV de Novembro tenha sido realizada apenas em 1900 conforme proposta pelo advogado Dr. Augusto Ribeiro de Loiola, na ata da Câmara de 15 de Agosto de 1900, muito provavelmente devido à intensa vida social que se desenvolveu ao redor do Teatro.
Em 1944, o Teatro Carlos Gomes foi demolido.

### Central Hotel
Em 1924 foi iniciada a obra do Central Hotel, que seria inaugurado em 1926. O proprietário do terreno e contratante da obra foi Adalberto Henrique de Oliveira Roxo, um importante comerciante de café estabelecido em Ribeirão Preto.
O Central Hotel, na altura re-nomeado como Palace Hotel, encerrou suas atividades como hotel em 1992, re-aberto em 20 de Outubro de 2011 como Centro Cultural Palace.

### Projeto urbanístico da Cia. Cervejaria Paulista
Em 1927, o Central Hotel foi adquirido pela Companhia Cervejaria Paulista, reformado e renomeado como Palace Hotel. A Companhia Cervejaria Paulista comprou, também em 1927, o terreno paralelo ao hotel e iniciou a construção do Theatro Pedro II e do Edifício Meira Júnior.
O presidente da Companhia, Dr. João Alves Meira Júnior, comandou o empreendimento. A construção dos edifícios seria, em sua visão, um “agradecimento” da Companhia à cidade.
| “ | A Companhia Cervejaria Paulista, para corresponder ao favor publico a que devia o seu crescente desenvolvimento, deliberou cooperar no embellezamento da cidade, fazendo construir no centro do chamado ‘quarteirão paulista’, á Praça 15 de Novembro, um theatro e ao lado deste, em pendant com o do Central Hotel, outro predio de lojas e escriptorios [...] | ” |

Três anos mais tarde, em 1930, a Companhia Cervejaria Paulista inaugurou o Theatro Pedro II, cujo nome foi objeto de escolha popular e que teve como primeira exibição o filme A Alvorada do Amor; e o Edifício Meira Júnior, onde abriu-se uma filial da Choperia Pinguim em 1977, quase de frente à unidade original, que funcionava na esquina paralela, sob o Edifício Diederichsen.
As inaugurações implicaram a última reforma importante da praça, quando se introduziu uma imponente fonte que substituiu o bar circular. O projeto previa estabelecimentos comerciais de luxo e escritórios para atender os mais abastados economicamente; tratava-se de um hotel luxuoso, um teatro e um centro empresarial e comercial no coração da cidade.

#### Diferenças entre teatros

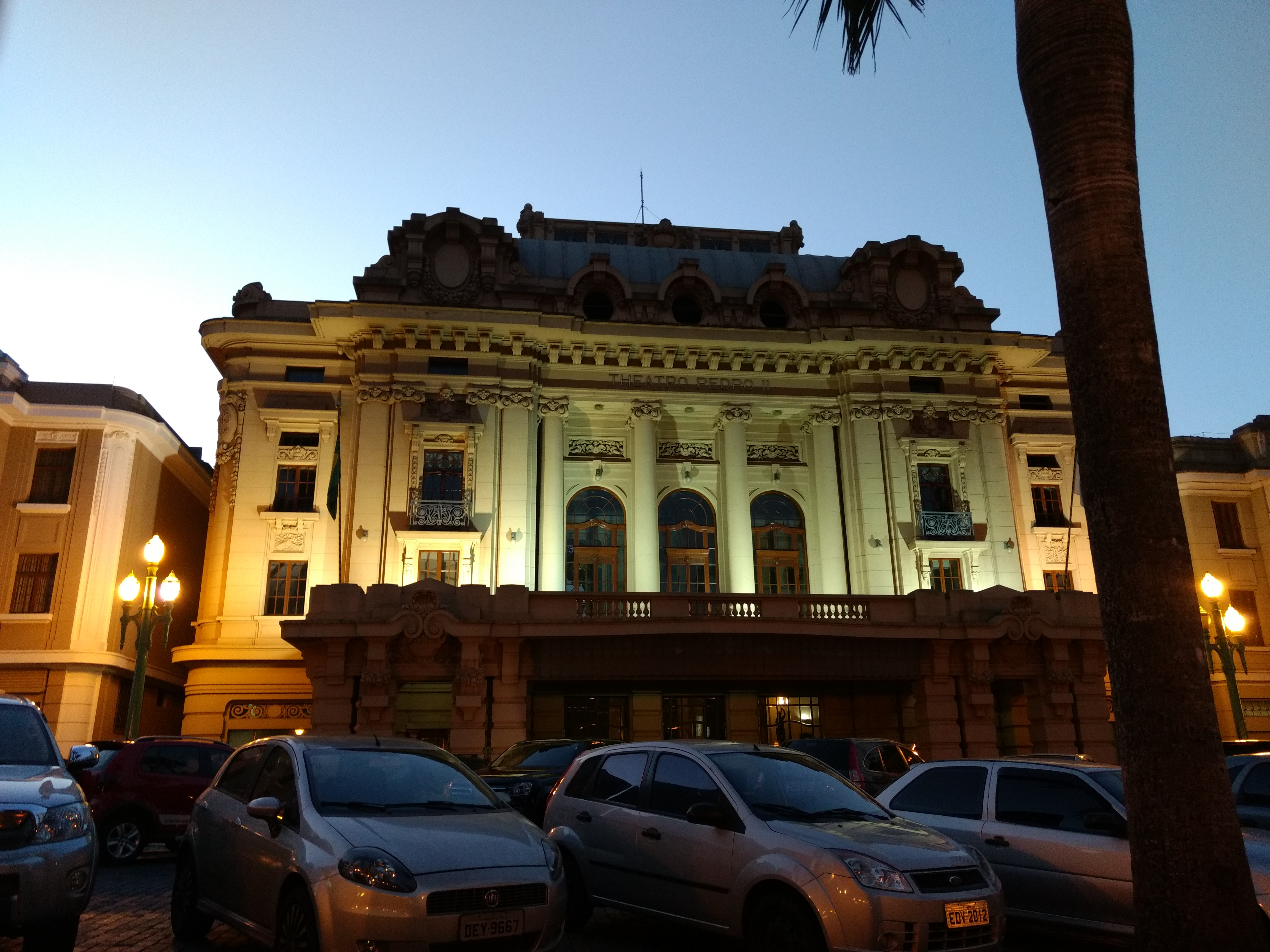
Theatro Pedro II, 28 de Agosto de 2016

O Theatro Pedro II, como de facto principal edifício do Quarteirão Paulista, passou a representar não só o centro político e cultural da cidade, mas também um marco arquitetônico de Ribeirão Preto. A localização do teatro, fronteiriço à principal praça da cidade, reforçava a intenção de se valorizar e embelezar a paisagem urbana, tendência das principais cidades brasileiras entre os séculos XIX e XX. Portanto, o teatro apresentava-se como edificação monumental mais importante, por representar o progresso recente da cidade.
Entre 1930 e 1944, os dois teatros coexistiram em um cenário incomum no qual cada teatro se apresentava de uma forma na estrutura urbana e na cultura ribeirão-pretana. Enquanto o Teatro Carlos Gomes se encontrava implantado isoladamente no lado esquerdo da Praça XV, onde passou a se localizar a Praça Carlos Gomes após sua demolição, cercado por passeios e vegetação, o Theatro Pedro II se localizava do lado oposto, com a fachada voltada para a praça e para o Teatro Carlos Gomes, ladeado por outros dois edifícios que reforçavam conjuntamente sua monumentalidade.
A arquitetura do Theatro Pedro II apresenta características da tradição clássica: ordens da arquitetura clássica, composição monumental da fachada e sistemas de ornamentação sendo as principais - molduras e entablamentos, e as secundárias - brasões e guirlandas. Para reforçar a ideia de simetria, vários elementos foram adicionados à fachada do Palace Hotel para que esse funcionasse como em pendant com o Edifício Meira Junior.
Os dois teatros apresentavam grandes diferenças, não só estilísticas, como também nas técnicas de engenharia civil. O Teatro Carlos Gomes, de estilo neoclássico, foi construído em alvenaria de tijolos, enquanto o Theatro Pedro II, representante de uma arquitetura eclética, adornava o uso do cimento armado.
Assim, o Quarteirão Paulista constitui-se em exemplar eclético significativo das décadas de 20 e 30.

## Tombamento
Em 7 de Maio de 1982, a Resolução nº 32 do CONDEPHAAT já havia determinado o tombamento do Palace Hotel e do Theatro Pedro II. O Quarteirão Paulista, entretanto, foi tombado em 15 de Dezembro de 1993 , junto da Praça XV de Novembro e encompassando demais edifícios que já haviam sido tombados, como o Theatro Pedro II – conforme consta o registro, foram tombados os nºs 332, 354, 390 e 396 da Rua Álvares Cabral.
No dia 23 de Julho de 1996 a Prefeitura Municipal de Ribeirão Preto permutou o Palace Hotel com a Antarctica, que era, até à data, proprietária do hotel devido à fusão com a Companhia Cervejaria Paulista em 1973.